# Капустина, Анна Терентьевна
Анна Терентьевна Капустина (Капустина-Кусакова; 11 октября 1899, Москва — 14 ноября 1962, Москва) — советский архитектор. Кандидат архитектуры (1952). Автор типовых проектов школ. Жена архитектора В. М. Кусакова, совместно с которым выполнила ряд проектов.

## Биография

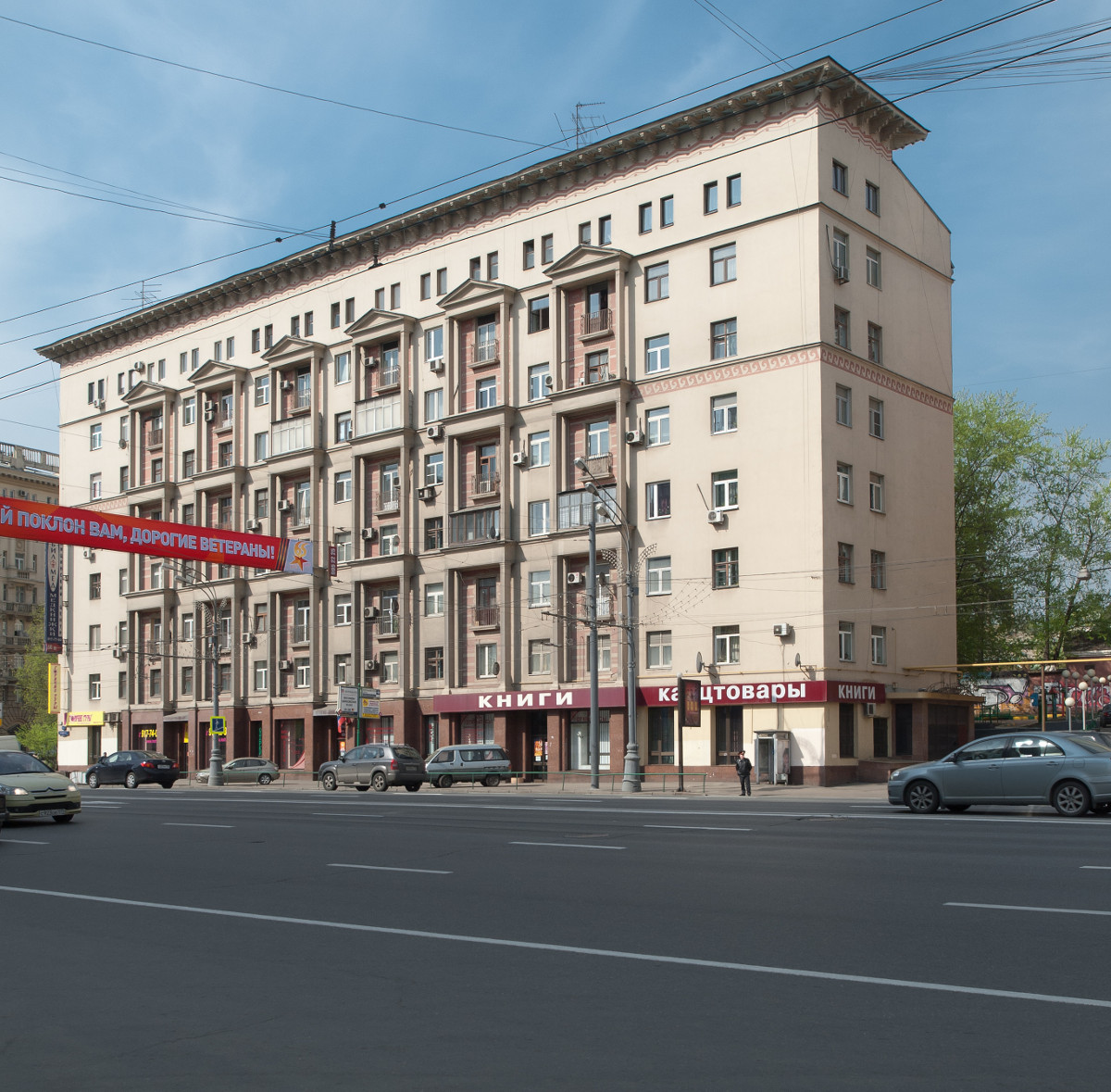
Жилой дом слушателей Академии железнодорожного транспорта

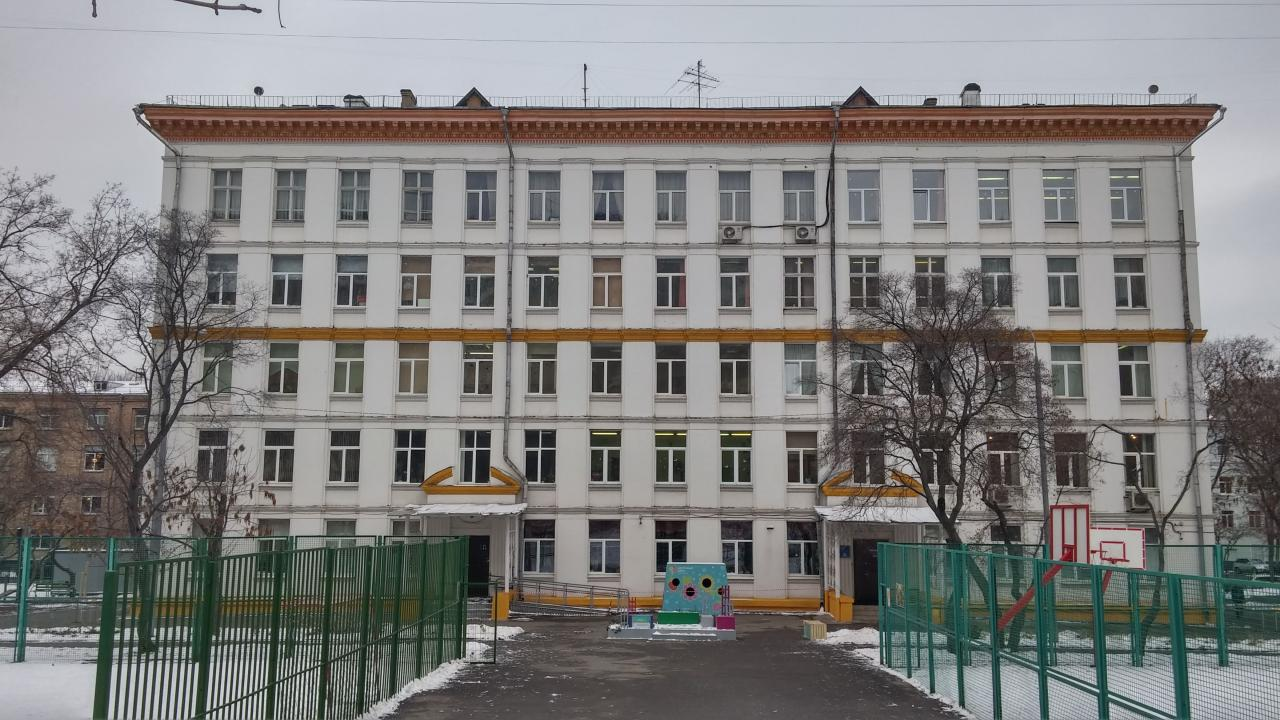
Фасад школы проекта Т-2

Анна Капустина родилась 11 октября 1899 года в Москве в семье конторщика и портнихи. Училась в трёхклассном городском училище, затем в Торговой школе, потом в гимназии, которую окончила в 1917 году с золотой медалью.
Летом 1917 года начала трудовую деятельность. Работала машинисткой, счетоводом, делопроизводителем. Осенью 1919 года поступила на архитектурный факультет Московского политехнического института, вскоре объединённого с Московским высшим техническим училищем (МВТУ). Во время учёбы в МВТУ посещала лекции во ВХУТЕМАСе. Среди её учителей были И. А. Голосов (ВХУТЕМАС), Л. А. Веснин и М. Я. Гинзбург (МВТУ). В 1925 году с отличием окончила строительный факультет МВТУ (научный руководитель — Л. А. Веснин).
Вскоре после окончания МВТУ совместно с М. Я. Гинзбургом приняла участие в конкурсе на здание Института минерального сырья (1-я премия). Работала архитектором в Госплане СССР. Перейдя в ЦУстрах Наркомтруда СССР организовала Проектное бюро и стала его творческим руководителем. В 1928 выезжала в командировку в Германию для изучения опыта курортно-больничного строительства.
С соавторами выполнила ряд конкурсных проектов, которые были премированы: дом Центросоюза в Москве, клуб завода «Богатырь», Институт охраны труда (позже Всесоюзный научно-исследовательский институт экспериментальной медицины), выставочный павильон ВЦСПС в парке Горького в Москве, жилой комплекс в Иваново-Вознесенске, институт в Макеевке, грязелечебница в Майкопе, Дом правительства в Крыму.
Доцент Московского архитектурного института с 1932 года. С 1934 года работала в 4-й архитектурно-проектной мастерской, была там единственной женщиной-архитектором. Выполнила ряд проектов жилых и общественных зданий. В соавторстве с мужем, архитектором В. М. Кусаковым, разрабатывала проекты реконструкции части Садового кольца (от Таганской площади до Ульяновской улицы), Таганской площади, отрезка Долгоруковской улицы. В 1938—1940 годах по совместному проекту А. Т. Капустиной и В. М. Кусакова был построен жилой дом для слушателей Академии железнодорожного транспорта (ул. Земляной Вал, 38—40/15).
С 1935 года разрабатывала типовые проекты школ. В 1935 году строящуюся по проекту А. Т. Капустиной школу на улице Каляева посетил Н. А. Булганин и объявил ей благодарность за хорошее осуществление архитектурного надзора. Из 153 школ, сданных в эксплуатацию в Москве в 1936 году, 6 были построены по проектам А. Т. Капустиной. В 1939—1941 годах занималась проектированием нового типового проекта школьного здания, имеющего ряд преимуществ по сравнению с предыдущими проектами. Предусматривались гимнастические залы и лаборатории, улучшенная планировка.
После начала Великой Отечественной войны занималась проектированием типовых убежищ, осуществляла авторский надзор за их строительством. В 1942—1943 годах была в эвакуации в Красноярске. Там она работала над проектом сборно-брусчатых домов и составляла справочник строительных материалов Красноярского края.
После возвращения в Москве в 1943 году занималась научной работой в Академии архитектуры СССР. Вела авторский надзор за строительством жилого дома для работников ЦАГИ (Мясницкая ул., 40а).
В 1952 году защитила кандидатскую диссертацию на тему «Архитектура зданий местных советов» и перешла на работу в Специальное архитектурно-конструкторское бюро Моссовета, где стала руководителем 3-й архитектурной мастерской. Вместе с коллективом авторов разработала типовые проекты крупноблочных школ, получившие кодовые названия «Т-1», «Т-2» и «Т-3». По проекту Т-2 в Москве было построено более десятка школ. С 1956 года — на научной работе в Академии строительства и архитектуры СССР. Занималась вопросами школьного строительства. Позднее руководила аспирантурой в ЦНИИЭП общественных зданий. Старший научный сотрудник.
Член Союза архитекторов СССР с 1932 года. Член КПСС.
В 1920-х — 1930-х годах жила в Москве по адресу: Спартаковская улица, 19, кв. 3. Умерла в Москве 14 ноября 1962 года. Похоронена вместе с мужем на Новодевичьем кладбище.

## Цитаты
Я убеждена, что нельзя отбрасывать старые формы в зодчестве, но нельзя и применять их механически. Надо всегда искать новое, искать постоянно, потому что искание — закон жизни в искусстве. Нет более тесной связи, чем связь между функцией и художественным оформлением — между внешностью здания и целью его. Нельзя строить без украшений, потому что люди хотят и вправе жить красиво, но одно дело — украшения, а другое украшательство. Разумеется, современность, а в особенности период восстановления не могут обойтись без стандарта, но он должен быть хорошим и гибким.А. Т. Капустина, «Советская женщина». № 1 за 1946 г.

## Сочинения
- Капустина А. Т. Архитектура школ Москвы. В кн. Проблемы архитектуры. Сборник материалов. Т. II, кн. 2. М. Изд-во Всесоюзной академии архитектуры. 1937. С. 173—189.